# Dolichopeza thiasophila
Dolichopeza thiasophila är en tvåvingeart som beskrevs av Alexander 1963. Dolichopeza thiasophila ingår i släktet Dolichopeza och familjen storharkrankar. Inga underarter finns listade i Catalogue of Life.